# Porto da Minha Infância
Porto da Minha Infância é um documentário português de Manoel de Oliveira, baseado nas memórias de juventude que o realizador guardou da cidade do Porto.

## Elenco
- Jorge Trêpa - Manoel 1
- Ricardo Trêpa - Manoel 2
- Maria de Medeiros - Senhora Diabo
- Manoel de Oliveira - Ele próprio / Narrador/ Ladrão
- José Wallenstein - Joel
- Rogério Samora - Chico
- Nelson Freitas - Diogo
- Jorge Loureiro - Casais Monteiro
- António Costa - Rodrigues de Freitas
- José Maria Vaz da Silva - António Silva
- David Cardoso - Augusto Nobre
- João Bénard da Costa - cliente de cabaret
- Leonor Baldaque - Ela
- Leonor Silveira - Vamp
- António Fonseca - Rufia
- Nuno Sousa - Assistente do Reis

## Prémios
Festival de Veneza
| Ano  | Prémio       |
| ---- | ------------ |
| 2001 | UNESCO Award |